# Saline di Sicciole
Le saline di Sicciole (in sloveno Sečoveljske soline) sono le saline più settentrionali dell'Adriatico, e quindi in generale le più settentrionali del mare Mediterraneo.
Sono site nel comune di Pirano nella regione Carsico-litoranea, nell'estremità sud-occidentale della Slovenia, nel nord-ovest della penisola dell'Istria, alla foce del fiume Dragogna vicino all'insediamento di Sicciole 
Nel 1993 le saline di Sicciole, quale prima zona umida della Slovenia, sono state incluse nell'elenco delle località tutelate dalla convenzione di Ramsar.
Esse sono importanti quale importante intreccio di ecosistemi, che unisce le forme di transizione tra gli ecosistemi branchiali marini, quelli di acqua dolce e quelli di terraferma.
La varietà delle specie di volatili che nidificano e svernano in questo ambiente è sostanzialmente maggiore rispetto ad altre aree.
In base a questi accertamenti il governo della Slovenia ha proclamato nel 2001 le saline parco naturale, mentre l'area del museo delle saline è stata proclamata monumento culturale d'importanza nazionale.
Oggi le saline sono l'ambiente umido di maggiore estensione della Slovenia (650 ettari) ed al contempo la località nazionale più importante dal punto di vista ornitologico.
Il sale prodotto, denominato Sale di Pirano  (in sloveno Piranska sol) è stato definito un prodotto alimentare tipico a livello europeo .

## Galleria d'immagini

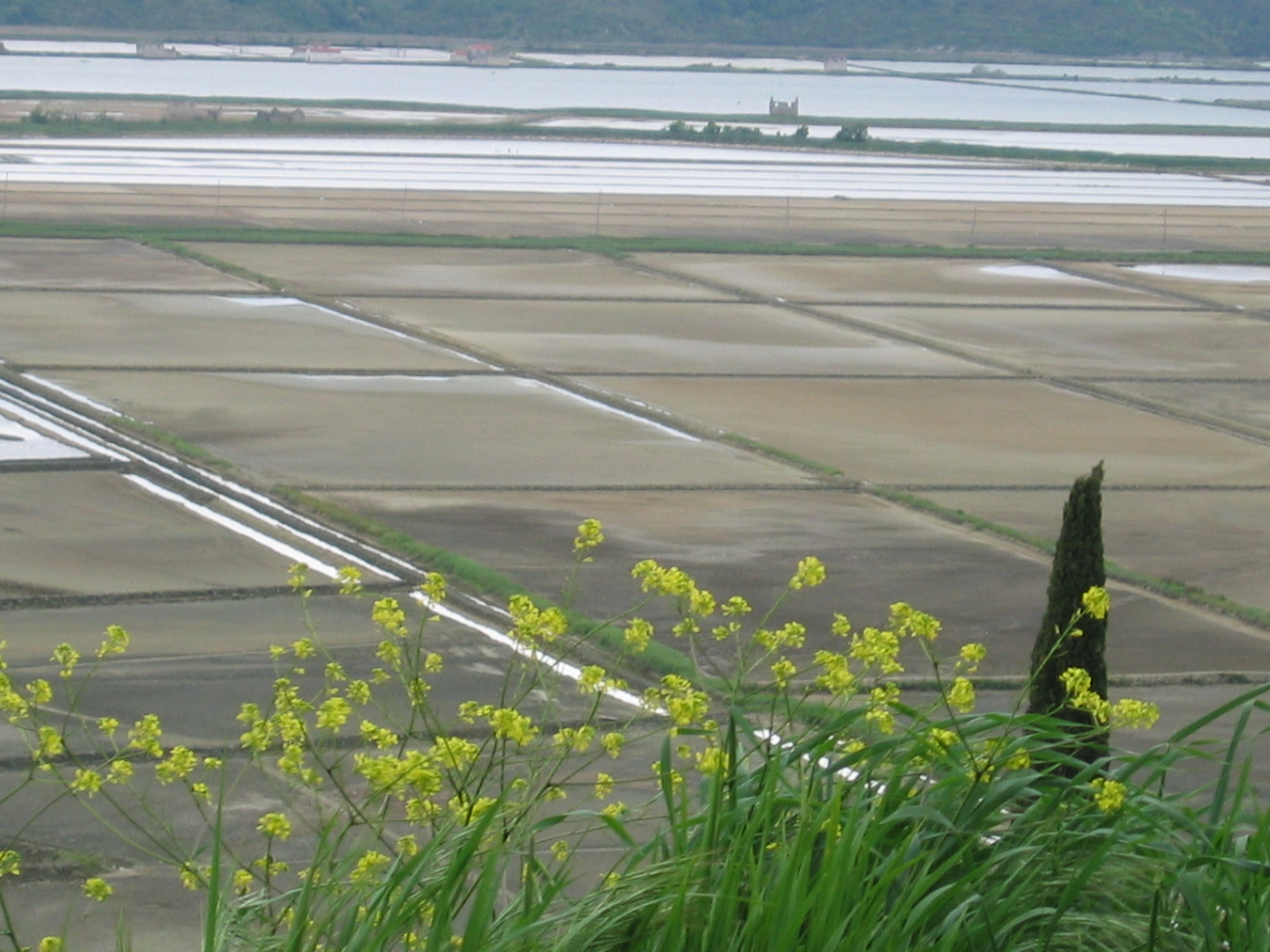
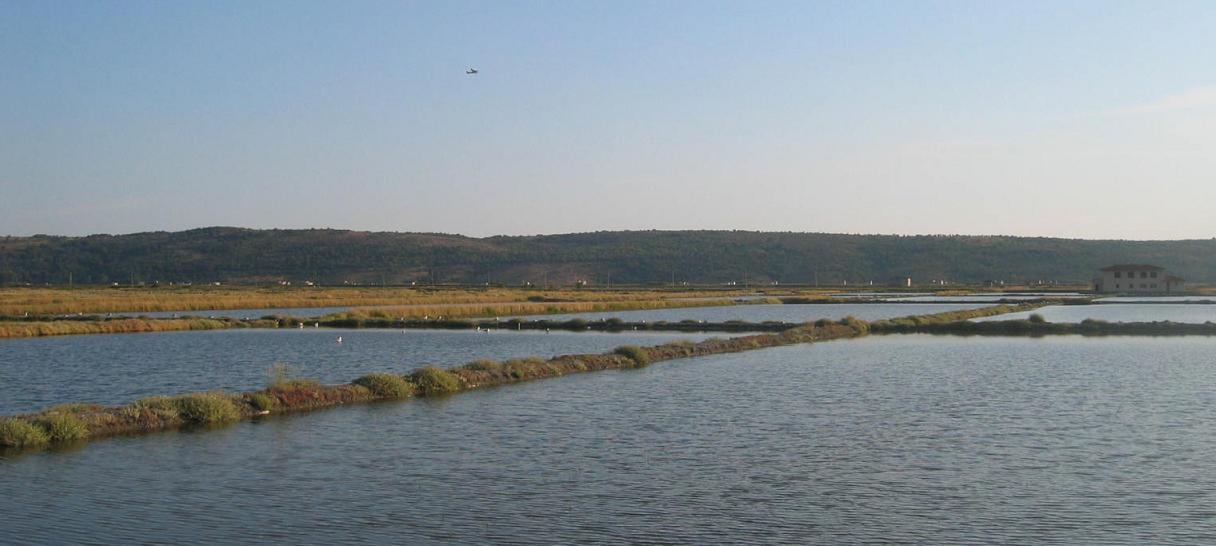
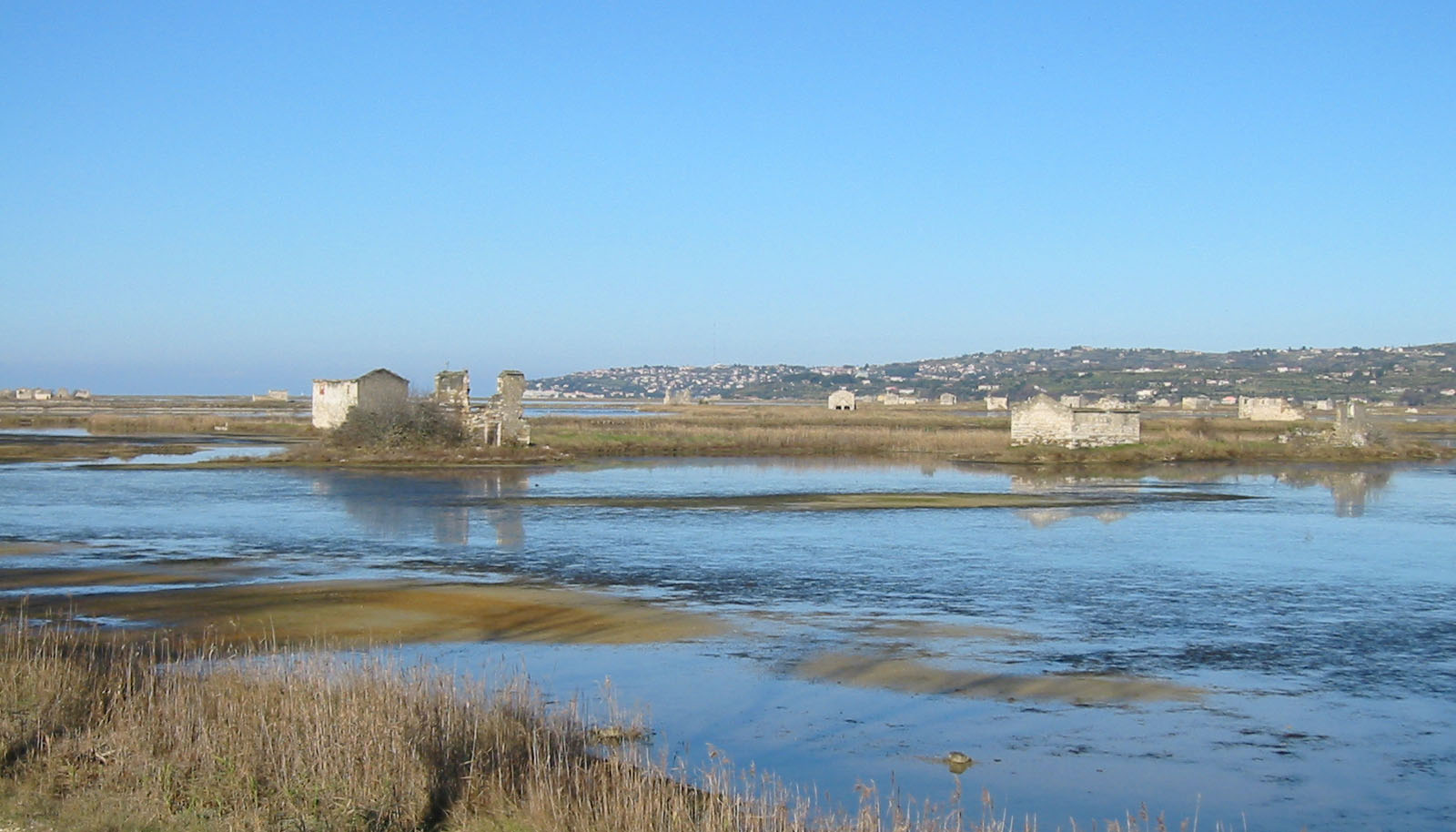
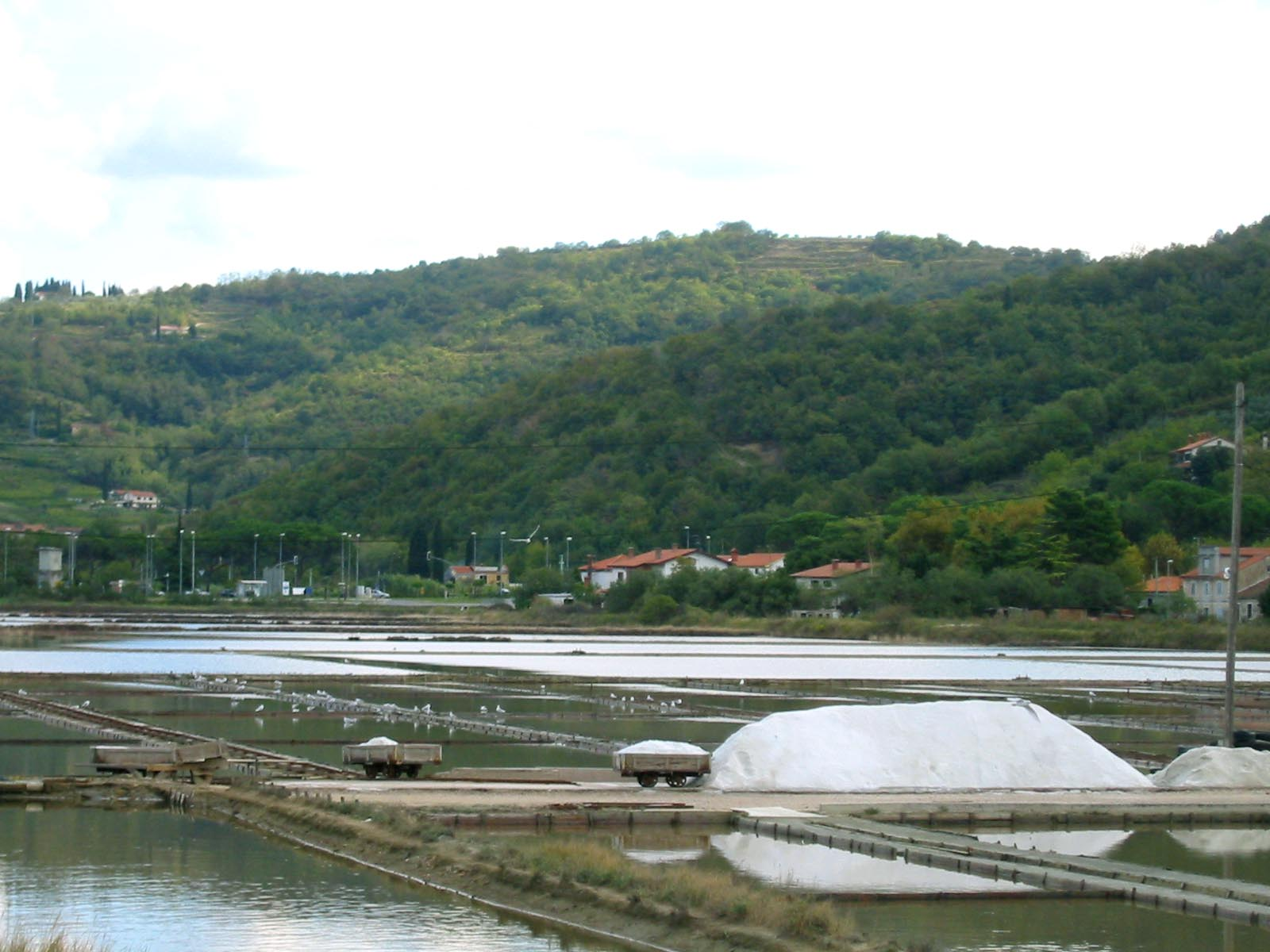
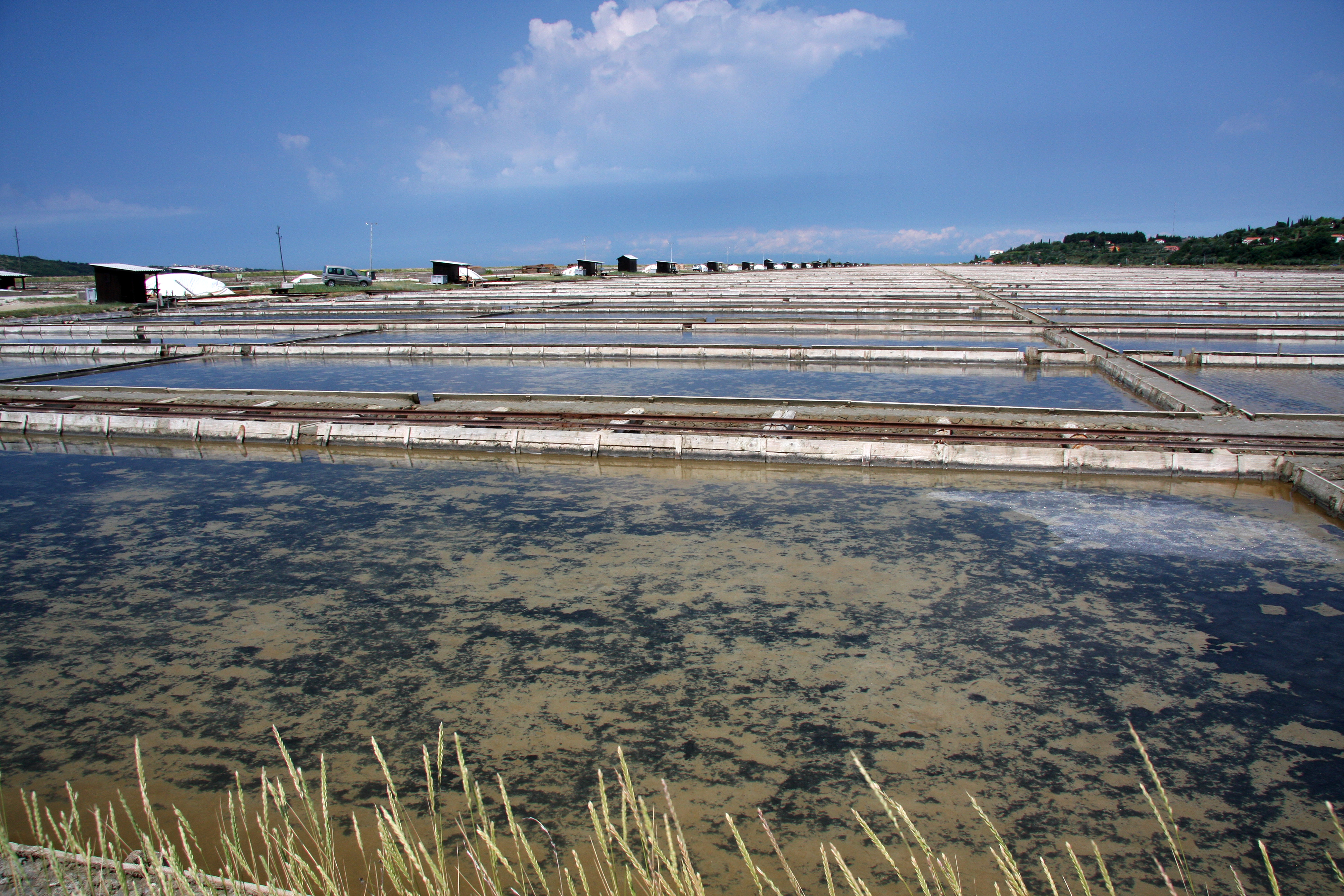